# إسماعيل بن عباد
إسماعيل بن عباد هو إسماعيل بن محمد بن إسماعيل بن قريش بن عبّاد اللخمي. أبو الوليد. مؤسس سلاسة بني عبّاد التي حكمت إشبيلية بين عامي 414-484 هـ (حوالي 1023-1091م).
بدأ حياته حارساً للخليفة الأموي هشام المؤيد بالله، ولأنه عُرف بالصلاح عينّه هشام إمامة مسجد قرطبة، ثم ولاّه الحاجب المنصور بن أبي عامر قضاء إشبيلية، ثم ضعف بصره مع تقدمه في العمر، فولى ابنه أبا القاسم بن إسماعيل القضاء، واستمر هو في إدارة أمور البلد.
يذكر أكثر من مصدر أن توفي عام 414 هـ (حوالي 1023 م)، لكن مصدراً آخر يذكر بشكل أكثر تحديداً أنه توفي 5 ربيع الآخر سنة 410 هـ (أغسطس 1019) وله من العمر 65 سنة.